# 埃爾索科羅
埃爾索科羅是委內瑞拉的城鎮，由瓜里科州負責管轄，位於該國北部，面積2,659平方公里，主要經濟活動有農業和畜牧業，農產品有玉米、高粱和豆類，2001年人口14,049。